# Peter Padfield
Peter Padfield, né le 3 avril 1932 et mort le 1er mars 2022, est un historien, historien naval, biographe et essayiste.

## Biographie
Son livre The Titanic and the Californian connu un succès international.

## Publications

### en anglais
- The Sea is a Magic Carpet
- The Battleship Era, The Military Book Society, (1972)
- Beneath The House Flag Of The P & O, Hutchinson, (1981)
- NELSONS WAR, BCA (1976)
- Salt and steel, Leisure Circle, (1985)
- The Titanic and the Californian
- Himmler, Reichsführer SS, Papermac, London, 1990,
- Hess, Hitler & Churchill, 2013

### en français
- Dönitz et la guerre des U-boote, 1986, Pygmalion,  (ISBN 978-2-85704-209-9)